# Юрюнг-Хая
Юрю́нг-Хая́ (Урюнг-Хая, рос. Юрюнг-Хая) — село в Анабарському улусі, Республіка Саха, Росія. Центр і єдине село Юрюнг-Хаїнського наслегу.
Село розташоване на правому березі річки Анабар, має пристань. В ньому проживає єдина в Якутії компактна група долганів. Населення становить 1 132 особи (2007; 1 145 в 2001, 0,9 тис. в 1989).
Згідно з російською програмою розвитку Півночі країни, в селі планується збудувати гуртожиток для молодих спеціалістів, культурно-спортивний комплекс та пожежне депо на 2 машини. Збудовано жилий двоквартирний будинок для ветеранів тилу та автозаправна станція.
Тут є центральна садиба сільськогосподарського підприємства «Анабарський» (оленярство, рибальство, звірівництво), Будинок культури, середня школа, лікарня.

## Відомі люди
- Спиридонов Ілля Костянтинович — оленяр, Герой Соціалістичної Праці.